# Antoni Orleański (książę Montpensier)
Antoni Orleański (fr. Antoine Marie Philippe Louis d’Orleans, 31 lipca 1824, w zamku Neuilly-sur-Seine – 4 lutego 1890, w Sanlúcar de Barrameda, w Hiszpanii) – książę Montpensier, książę Galliera.

## Życiorys
Urodził się jako najmłodszy syn króla Francuzów – Ludwika Filipa I, i księżniczki Obojga Sycylii Marii Amelii. W 1824 otrzymał tytuł księcia Montpensier, a w 1830 jego ojciec został królem Francuzów. Jako młody człowiek Antoni służył następnie w armii francuskiej. 10 października 1846, w Madrycie poślubił 15-letnią infantkę Ludwikę Ferdynandę, córkę króla Hiszpanii Ferdynanda VII i Marii Krystyny (bratanicy Marii Amelii). Ludwika Ferdynanda była młodszą siostrą królowej Izabeli II i tego samego dnia odbył się również ślub Izabeli II z Franciszkiem de Asís.

## Dalsze życie
Antoni żył w Hiszpanii od 1848, kiedy to on i jego rodzina musieli opuścić Francję po rewolucji lutowej. Podczas hiszpańskiej rewolucji w 1868, Antoni pomógł w obaleniu swojej szwagierki – Izabeli II. 12 marca 1870 Antoni obrażony przez artykuł infanta Henryka, księcia Sewilli i brata króla Franciszka de Asís, walczył z nim i zabił go, za co został skazany na miesiąc więzienia.
16 listopada 1870 Kortezy 191 głosami wybrały na króla Amadeusza I Sabaudzkiego. Kandydatura Antoniego otrzymała jedynie 27 głosów. Po tym wydarzeniu Antoni wyjechał z Hiszpanii. Powrócił w 1874 i jego królewskie ambicje zostały w części spełnione, kiedy jego córka Mercedes poślubiła swojego brata ciotecznego – króla Alfonsa XII, syna Izabeli II. W 1888 zmarła Maria Brignole-Sale, włoska księżna, która wspierała orleanistów – wszystkie swoje włoskie ziemie zapisała księciu Montpensier. Po jej śmierci Antoni otrzymał od króla Umberto I tytuł księcia Galliera (który od tego momentu należał do orleańskiej gałęzi hiszpańskiej rodziny królewskiej).

## Potomstwo
Antoni i Ludwika Ferdynanda mieli razem dziesięcioro dzieci:
- Marię Izabelę (1848–1919), żonę swojego brata stryjecznego – Ludwika Filipa Orleańskiego, hrabiego Paryża
- Marię Amelię (1851–1870)
- Marię Krystynę (1852–1879), po śmierci jej młodszej siostry – Mercedes, była zaręczona z wdowcem po niej, młodszym od niej o 5 lat, ale zmarła przed ślubem
- Marię de la Regla (1856–1861)
- dziecko (1857)
- Ferdynanda (1859–1873)
- Marię de las Mercedes (1860–1878), żonę swojego brata ciotecznego – Alfonsa XII, króla Hiszpanii
- Filipa Rajumnda Marię (1862–1864)
- Antoniego (1866–1930), księcia Galliera, męża swojej siostry ciotecznej – infantki Eulalii
- Ludwika Marię Filipa Antoniego (1867–1874)